# Vals (Áustria)
Vals é um município da Áustria, situado no distrito de Innsbruck-Land, no estado do Tirol. Tem 48,71 km² de área e sua população em 2019 foi estimada em 541 habitantes.